# Østbyen (Trondheim)
Østbyen, literalmente «(al) este de la ciudad», es, junto a Lerkendal, Heimdal y Midtbyen, uno de los cuatro distritos (en noruego bokmål: bydelene) en los que se divide la ciudad de Trondheim, en la provincia (fylke) de Sør-Trøndelag,  Noruega.
Fue creado mediante decreto el 1 de enero de 2005 y está compuesto por los barrios de Møllenberg, Nedre Elvehavn, Rosenborg, Lade, Strindheim, Tyholt, Jakobsli, Ranheim y Vikåsen.
Algunos puntos de interés son la torre de Tyholt, la iglesia de Strindheim, el centro comercial de Lade y la playa de Korsvika. El distrito alberga el Østbyen Helsehus, un hospital, y oficinas del NAV. 